# Invencible
Invencible är en udde i Antarktis. Den ligger i Västantarktis. Argentina, Chile och Storbritannien gör anspråk på området.
Terrängen inåt land är varierad. Havet är nära Invencible åt nordväst. Trakten är glest befolkad. Närmaste befolkade plats är Gonzalez Videla Station, 11,9 kilometer nordost om Invencible. 